# Thymus turczaninovii
Thymus turczaninovii — вид рослин родини глухокропивові (Lamiaceae), поширений у Монголії, Росії (Чита), Китаю (Внутрішня Монголія).

## Опис
Рослина 1–5 см. Листки довгасто-еліптичні або еліптично-яйцюваті, 8–10 мм завдовжки, рідко дрібнозубчасті, з обох боків притиснуто довго волосаті. Суцвіття головчаста; чашечка бузкова; квітки 6–7 мм довжиною, рожеві.

## Поширення
Поширений у Монголії, Росії (Чита), Китаю (Внутрішня Монголія).